# اسلم دانک ارنست
اسلم دانک ارنست (انگلیسی: Slam Dunk Ernest) در ایران شناخته شده با نام ارنست بسکتبالیست می‌شود یک فیلم در ژانر کمدی به کارگردانی جان آر. چری سوم است که در سال ۱۹۹۵ منتشر شد. از بازیگران آن می‌توان به جیم وارنی اشاره کرد.